# Otto von Schwerin (Generalleutnant)

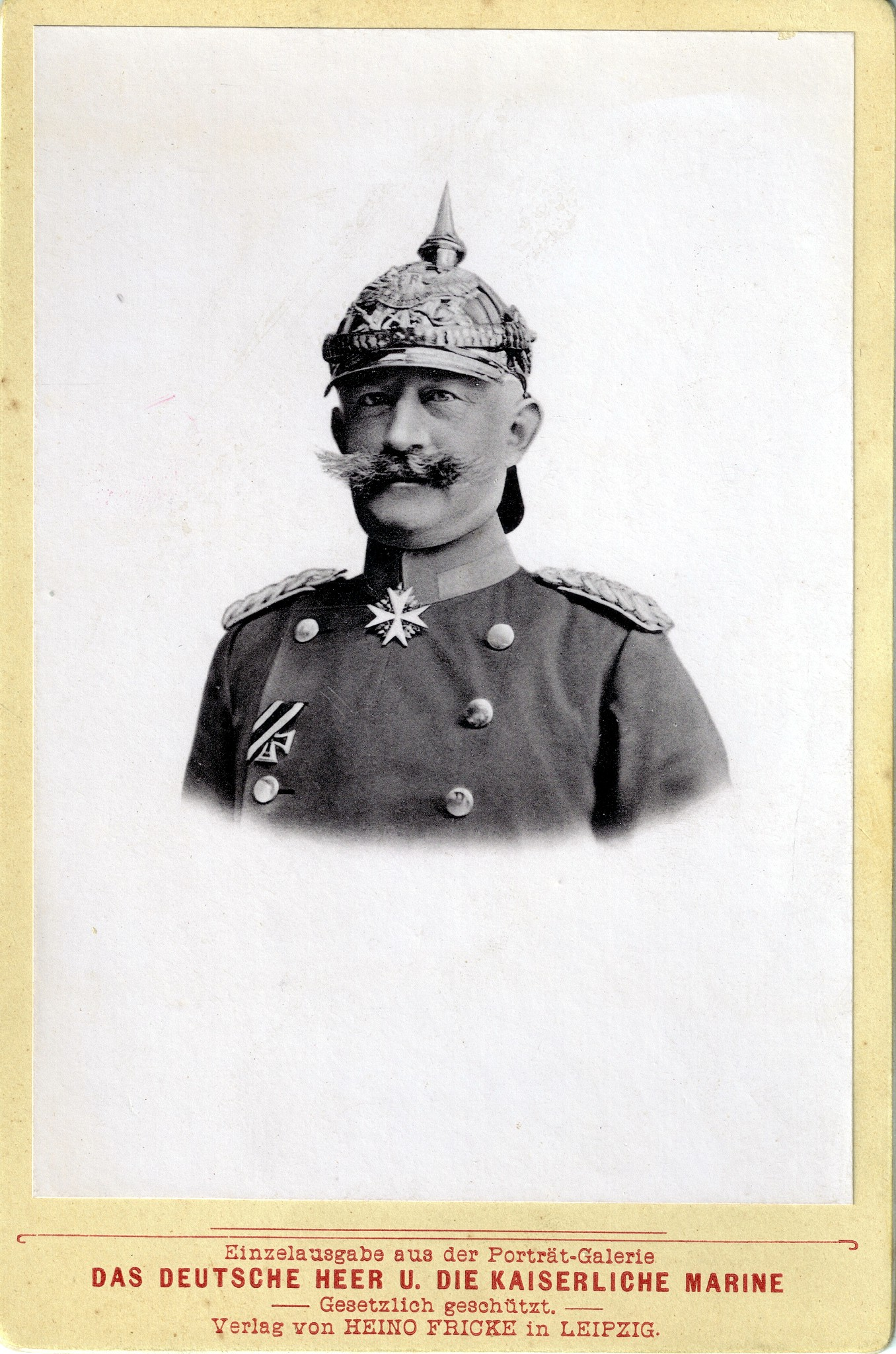
Oberst Otto von Schwerin um 1900

Ludwig Constantin Otto von Schwerin (* 27. Juli 1851 in Posen; † 13. Oktober 1939 in Potsdam) war ein preußischer Generalleutnant.

## Leben

### Herkunft

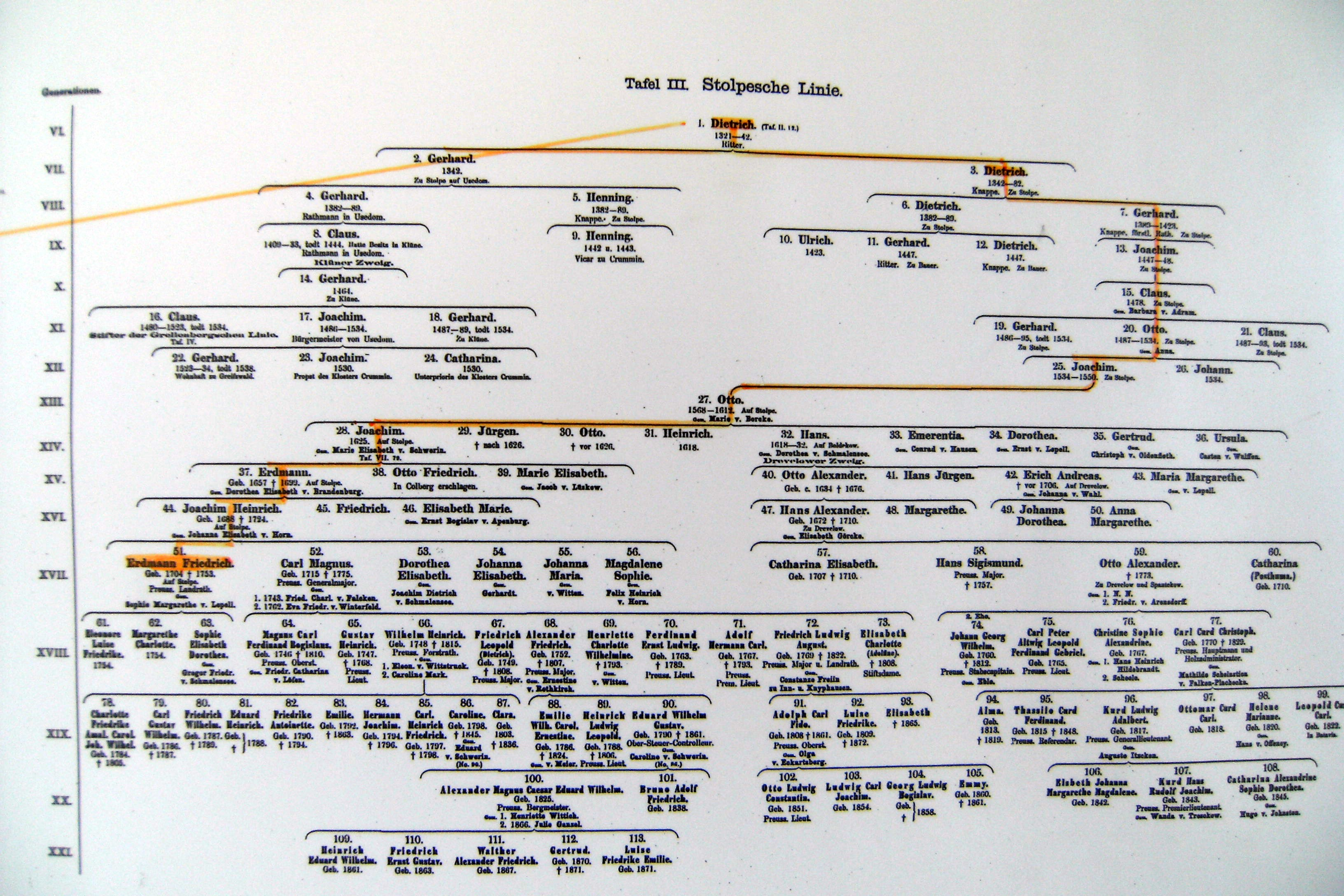
Stammtafel III aus Golmert, Geschichte des Geschlechts Schwerin (Nr. 102 = Otto von Schwerin)

Otto von Schwerin entstammte dem jüngeren Stolper Zweig des Adelsgeschlecht Schwerin. Sein Vater war Adolf von Schwerin (12. Januar 1808 in Liegnitz; † 4. April 1861 in Liegnitz), preußischer Oberst a. D., seine Mutter Olga, geborene von Eckartsberg (* 18. April 1830 in Nieder-Zauche; † 14. Juli 1918 in Liegnitz), Tochter von Heinrich von Eckartsberg und Weisstrupp, preußischer Major, Landschaftsdirektor und Gutsherr auf Nieder-Zauche und seiner Frau Luise geb. Gräfin von Mons. Die Eltern heirateten am 6. Oktober 1850 in Glogau. Neben zwei im Kindesalter verstorbenen Geschwistern hatte Otto den Bruder Ludwig (1854–1922), preußischer General der Kavallerie.

### Militärkarriere
Schwerin besuchte die Kadettenhäuser in Wahlstatt und Berlin. Am 12. April 1869 wurde er als charakterisierter Portepeefähnrich dem 4. Garde-Regiment zu Fuß der Preußischen Armee in Spandau überwiesen. Nachdem er am 13. November 1869 das Patent zu seinem Dienstgrad erhalten hatte, avancierte er Mitte September 1870 zum Sekondeleutnant. Während des Krieges gegen Frankreich nahm er 1870/71 an den Kämpfen bei St. Privat, Beaumont und Sedan sowie der Belagerung von Paris teil und wurde mit dem Eisernen Kreuz II. Klasse ausgezeichnet.
Nach dem Krieg stieg er im Januar 1874 zum Adjutanten des II. Bataillons auf. Mit Patent vom 2. November 1870 erfolgte am 27. November 1877 seine Versetzung nach Brandenburg an der Havel in das Brandenburgische Kürassier-Regiment (Kaiser Nikolaus I. von Rußland) Nr. 6. Dort wurde Schwerin Mitte September 1880 Premierleutnant und besuchte von Oktober 1881 bis September 1883 das Militärreitinstitut Hannover. Am 23. November 1886 wurde er dann Rittmeister und Chef der 3. Eskadron. Unter Versetzung in das Kürassier-Regiment „von Seydlitz“ (Magdeburgisches) Nr. 7 kommandierte man ihn am 16. Mai 1891 als Adjutant der 29. Division nach Freiburg im Breisgau. In dieser Stellung erhielt er am 14. September 1893 den Charakter als Major sowie am 27. Januar 1894 das Patent zu diesem Dienstgrad. Unter Entbindung von seinem Kommando rückte Schwerin am 17. Dezember 1896 als etatsmäßiger Stabsoffizier in den Regimentsstab auf. Am 16. Juni 1900 beauftragte man ihn zunächst mit der Führung des Magdeburgischen Husaren-Regiments Nr. 10 in Stendal und ernannte ihn am 18. August 1900 mit der Beförderung zum Oberstleutnant zum Regimentskommandeur. In gleicher Eigenschaft war Schwerin ab dem 15. Dezember 1900 im Kürassier-Regiment „Königin“ (Pommersches) Nr. 2 in Pasewalk tätig und wurde in dieser Stellung am 17. Februar 1903 Oberst. Nachdem man ihn am 22. April 1905 mit der Führung der 10. Kavallerie-Brigade beauftragt hatte, wurde er am 18. August 1905 zum Kommandeur dieses Großverbandes ernannt und am 14. April 1907 zum Generalmajor befördert. In Genehmigung seines Abschiedsgesuches wurde Schwerin am 18. Februar 1908 mit Pension zur Disposition gestellt und wenig später mit dem
Roten Adlerorden II. Klasse mit Eichenlaub ausgezeichnet.
Beim Ausbruch des Ersten Weltkrieges wurde Schwerin gemäß Mobilmachungsbestimmung als z.D.-Offizier wiederverwendet. Er war vom 4. August 1914 bis zum 7. Juni 1915 Kommandeur der stellvertretenden 20. Infanterie-Brigade und Kommandeur des Abschnitts III der Festung Posen, im Winter 1914/15 vier Monate lang stellvertretender Gouverneur von Posen. Am 1. August 1915 erfolgte die Ernennung zum stellvertretender Gouverneur der Festung Libau und Befehlshaber des Küstenschutzes von Westkurland. Am 27. Januar 1916 wurde ihm der Charakter als Generalleutnant verliehen. Am 30. November 1916 schied er aus dem Dienst aus. Von April bis Mai 1918 war er als Rechtsritter des Johanniterordens Delegierter des kaiserlichen Kommissars und Militärinspekteurs der freiwilligen Krankenpflege beim Kriegslazarettdirektor 38 im Großherzogtum Baden.
Nach dem Krieg ließ Schwerin sich in Charlottenburg (Schlüsterstraße 64) nieder und veröffentlichte mehrere heeresgeschichtliche Werke. Auch war er im Familienverband von Schwerin aktiv.

### Familie
Otto von Schwerin heiratete am 15. Juli 1884 Amélie von Tschirschky und Boegendorff (* 4. Juli 1855 auf Gut Klein Glien; † 17. April 1915 auf Gut Mahlsdorf), Tochter des Heinrich Otto Levin von Tschirschky und Boegendorff (* 12. Juli 1822 in Dresden; † 29. April 1881 in Klein Glien) und dessen Ehefrau Clara Elisabeth aus dem Winkel (* 6. Oktober 1829 in Roitzsch; † 21. März 1902 in Klein Glien). Ihr Vater war Landrat des Kreises Zauch-Belzig (1852–1861) und ab 1854 Besitzer von Klein Glien. Ottos Ehefrau Amélie erbte von ihrer Cousine Constance von Bülow, geborene von Goldacker († 5. August 1904 in Berlin) das Rittergut Mahlsdorf im Kreis Zauch-Belzig und stiftete daraus am 16. Januar 1907 das Fideikommiss von Schwerin-Wiesenburg-Mahlsdorf, welches an ihren ältestes Sohn Curt-Christoph ging.
Aus der Ehe gingen folgende Kinder hervor:
- Curt-Christoph (* 14. August 1885 in Mahlsdorf; † 16. April 1966) ⚭ 12. Mai 1936 in Baruth Margarethe Gräfin von Graevenitz (* 4. Februar 1906 in Duppau; † 18. Februar 2001 in Feldkirchen)
- Bernhard (* 20. Juli 1888; † 16. Juli 1975)

### Orden
- Roter Adlerorden, 2. Klasse.
- Königlicher Kronen-Orden (Preußen), 2. Klasse.
- Eisernes Kreuz, II. Klasse.
- Rechtsritter des Johanniterorden.

## Schriften
- Das Regiment gens d'armes sowie die Geschichte der anderen Stammtruppen des Kürassier-Regiments Kaiser Nicolaus I. von Russland (Brandenburgisches) Nr. 6, drei Bände. Selbstverlag, Berlin 1912–1917.
  - Bd. 1: 1652–1740 (1912)
  - Bd. 2: Unter König Friedrich dem Großen (1914)
  - Bd. 3: 1786–1806 (1917)
- Brandenburgisches Kürassier-Regiment Nr. 6. Nach den amtlichen Kriegstagebüchern. Gerhard Stalling, Oldenburg i. O./Berlin 1922.
- Verzeichnis der Mitglieder des Geschlechts von Schwerin, Ausgabe 4. Im Auftrag des Familienverbandes fortgesetzt und ergänzt von Hermann von Schwerin, darin: Bemerkenswerte Tage des Geschlechts von Schwerin, zusammengestellt von Otto von Schwerin. Brüske, Stettin 1930.